# Hélène Thouy
Pour les articles homonymes, voir Thouy.
Hélène Thouy [e.lɛn.twi], née le 23 décembre 1983 à Marseille, est une avocate et femme politique française.
Cofondatrice et coprésidente du Parti animaliste depuis 2016, elle conduit aux élections européennes de 2019 une liste qui réunit 2,2 % des suffrages exprimés. Elle est également connue pour être l'une des deux avocates attitrées de l'association antispéciste L214.
Elle tente d'être candidate à l'élection présidentielle de 2022 mais échoue à réunir les parrainages nécessaires.

## Biographie

### Débuts militants et carrière d'avocate
Née en 1983 à Marseille,,,, Hélène Thouy grandit entre Agen et Bordeaux,. Elle tient un cabinet d'avocat situé à Langon et enregistré au barreau de Bordeaux,. Elle revendique avoir grandi dans un milieu rural.
Végétarienne depuis l'âge de 7 ans, elle entame le militantisme en faveur des droits des animaux pendant ses études. Elle est la cofondatrice de l'association « Animal Justice et Droit » (AJD), qui a pour objectif la mise en œuvre d'un droit animal en droit français,. « Profondément attachée aux principes démocratiques et à l'État de droit » selon ses termes, elle rejette l'action violente ou illégale et souhaite faire avancer la cause animale par des moyens politiques et juridiques.
Depuis 2010, elle intervient dans des procès médiatiques opposant des associations de défense animale — elle est l'une des deux avocates attitrées de L214, — à des éleveurs, du personnel et des patrons d'abattoirs ou l'Association nationale interprofessionnelle du bétail et des viandes,,, comme le procès contre l'abattoir du Vigan dans le Gard en 2017, dont des actes de maltraitance et de cruauté commis par des employés ont été rendus publics,,, ou à propos de la tenue du Calais Vegan Festival,.

### Parcours politique
En 2016, Hélène Thouy participe à la fondation du Parti animaliste, qu'elle copréside depuis et dont elle devient la figure médiatique,. En 2017, candidate dans la deuxième circonscription de la Gironde, Hélène Thouy rassemble 0,96 % des voix. La même année, elle est tête de liste aux élections sénatoriales à Paris, où elle obtient 0,34 %.
Aux élections européennes de 2019, Hélène Thouy conduit une liste du Parti animaliste qui réunit 2,16 % des suffrages exprimés au niveau national, soit presque autant que le Parti communiste français (2,49 %), un résultat jugé conséquent pour son parti, mais qui ne lui permet pas d'obtenir de siège au Parlement européen,,.
Elle annonce en juillet 2021 sa candidature à l'élection présidentielle de 2022, estimant que « la question animale n'est pas suffisamment présente dans le débat politique ». Hélène Thouy souligne que l'objectif en participant à la campagne présidentielle est de « déterminer l’agenda politique des cinq prochaines années », et « que la cause animale et [ses] idées se diffusent ». L'association L214, dont Hélène Thouy est l'une des deux avocates, lui donne la note de 20/20 pour son programme en faveur de la cause animale. Elle n'obtient finalement que 139 parrainages et ne peut donc pas participer à l'élection.

## Résultats électoraux

### Élections européennes
| Année | Parti | Parti | Position                | Voix    | %    | Rang | Élus   |
| ----- | ----- | ----- | ----------------------- | ------- | ---- | ---- | ------ |
| 2019  |       | PA    | Tête de liste nationale | 490 074 | 2,16 | 11e  | 0 / 79 |
| 2024  |       | PA    | Tête de liste nationale | 495 836 | 2,00 | 10e  | 0 / 79 |

### Élections sénatoriales
| Année | Parti | Parti | Circonscription | Position      | Voix | %    | Rang |
| ----- | ----- | ----- | --------------- | ------------- | ---- | ---- | ---- |
| 2017  |       | PA    | Paris           | Tête de liste | 10   | 0,34 | 11e  |

### Élections législatives
| Année | Parti | Parti | Circonscription  | Voix | %    | Rang |
| ----- | ----- | ----- | ---------------- | ---- | ---- | ---- |
| 2017  |       | PA    | 2e de la Gironde | 319  | 0,96 | 11e  |

## Ouvrages
- Sauver les animaux et nous sauver nous-mêmes, éd. Le Bord de l'eau, avec Renan Larue, 2022, 168 p.  (ISBN 9782356878397).